# Чёрная Маза

Чёрная Маза — река в России, протекает в Лысковском районе Нижегородской области. Устье реки находится в 2134 км от устья реки Волги по левому берегу. Длина реки составляет 27 км, площадь водосборного бассейна 98,9 км².
Исток реки расположен в болоте Мазское в 26 км к северо-востоку от Лыскова. Река течёт на юго-запад, затем на юго-восток. Верхнее и среднее течение проходят по ненаселённому, заболоченному лесу. Впадает в Волгу у села Чёрная Маза.

## Данные водного реестра
По данным государственного водного реестра России относится к Верхневолжскому бассейновому округу, водохозяйственный участок реки — Волга от устья реки Ока до Чебоксарского гидроузла (Чебоксарское водохранилище), без рек Сура и Ветлуга, речной подбассейн реки — Волга от впадения Оки до Куйбышевского водохранилища (без бассейна Суры). Речной бассейн реки — (Верхняя) Волга до Куйбышевского водохранилища (без бассейна Оки).
По данным геоинформационной системы водохозяйственного районирования территории РФ, подготовленной Федеральным агентством водных ресурсов:
- Код водного объекта в государственном водном реестре — 08010400312110000035025
- Код по гидрологической изученности (ГИ) — 110003502
- Код бассейна — 08.01.04.003
- Номер тома по ГИ — 10
- Выпуск по ГИ — 0